# آرشاک جامالیان
آرشاک جامالیان (ارمنی: Արշակ Ջամալյան (Իսահակյան)؛ ۱۸۸۲ – ۱۹۴۰) سیاست‌مدار اهل ارمنستان که از آوریل تا نوامبر ۱۹۲۰ در به عنوان وزیر ارتباطات در اولین جمهوری ارمنستان خدمت نمود.

## زندگی‌نامه
وی در ۱۸۸۲ در گالاتسی به دنیا آمد و در ۱۹۴۰ در سن ۵۸ سالگی در پاریس درگذشت.